# 36-та шляхо-відновлювальна бригада
36-та шляхо-відновлювальна бригада (36 ШВБр, в/ч ТО330) — формування Державної спеціальної служби транспорту.

## Історія
1 квітня 2014 року був створений 36-й Конотопський шляхо-відновлювальний полк, що веде свою історію від 36-ї окремої залізничної бригади, сформованої 12 липня 1941 року.
Підрозділ спеціалізується на відновленні доріг, мостів та об'єктів інфраструктури для потреб Збройних Сил України.
Особовий склад полку брав участь у ліквідації наслідків аварії на Чорнобильській АЕС, землетрусу у Вірменії та повені на заході України.
Під час АТО полк здійснював інженерне облаштування позицій ЗСУ на Донбасі.
З початку повномасштабного вторгнення полк виконував завдання з відновлення транспортної інфраструктури в Київській, Чернігівській, Харківській, Сумській, Миколаївській та Херсонській областях. Військовослужбовці бригади відновили 33 інфраструктурних об'єкти.
У 2023 році полк переформатовано у бригаду.

## Структура
- Управління (в тому числі штаб).
- 92-й окремий колійний батальйон (в/ч Т0210, м. Конотоп).
- 337-й окремий батальйон механізації (в/ч Т0420, м. Конотоп).

## Командування
- полковник Позовний Олександр Миколайович[2][3]